# Oberheide (Naturschutzgebiet)
Das Naturschutzgebiet Oberheide liegt auf dem Gebiet der Stadt Wittstock/Dosse im Landkreis Ostprignitz-Ruppin in Brandenburg.
Das rund 145 ha große Gebiet mit der Kenn-Nummer 1018 wurde mit Verordnung vom 18. September 2002 unter Naturschutz gestellt. Das Naturschutzgebiet erstreckt sich nordöstlich von Dudel, einem Wohnplatz von Wittstock/Dosse. Am nördlichen Rand des Gebietes verläuft die Landesgrenze zu Mecklenburg-Vorpommern, östlich verläuft die Landesstraße L 153, westlich die A 19 und südwestlich fließt die Dosse, ein rechter Nebenfluss der Havel. Nördlich – auf dem Gebiet von Mecklenburg-Vorpommern – liegt Below, Ortsteil in der Gemeinde Eldetal im Landkreis Mecklenburgische Seenplatte.